# Filip Marchwiński
Filip Marchwiński, né le 10 janvier 2002 à Poznań en Pologne,  est un footballeur polonais qui évolue au poste de milieu offensif à l'US Lecce.

## Biographie

### Carrière en club

#### Lech Poznań
Né à Poznań en Pologne, Filip Marchwiński est formé par le club de sa ville natale, le Lech Poznań. Avec l'équipe des moins de 19 ans du club il devient champion de Pologne de la catégorie lors de la saison 2017-2018. S'étant imposé avec l'équipe réserve, il commence à s'entraîner avec l'équipe première en octobre 2018 avant d'être intégré au groupe professionnel à partir de décembre. Il joue son premier match avec l'équipe première alors qu'il n'a que 16 ans, le 18 décembre 2018 face au Zagłębie Sosnowiec, en championnat. Il entre en jeu à la place de Tymoteusz Klupś ce jour-là et se fait remarquer quelques minutes plus tard en inscrivant son premier but en professionnel, participant à la large victoire de son équipe (0-6). Grâce à cette réalisation il devient le plus jeune joueur du club à marquer un but en championnat à 16 ans 11 mois et 6 jours, devançant Dawid Kownacki. Le 24 avril 2019 il donne la victoire à son équipe en marquant le seul but du match lors d'une rencontre de championnat importante face au Legia Varsovie, seulement quelques minutes après son entrée en jeu. Sa prestation est saluée par la presse, qui fait de lui le héros du match.
En octobre 2019, le quotidien The Guardian le place dans une liste des 60 meilleurs jeunes talents nés en 2002. Considéré comme le talent le plus prometteur du Lech Poznań, Marchwiński prolonge son contrat en février 2020.

#### US Lecce
Le 26 juillet 2024, Filip Marchwiński rejoint l'Italie et l'US Lecce pour un contrat de quatre ans, soit jusqu'en juin 2028,.
Il joue son premier match pour Lecce le 12 août 2024, lors d'une rencontre de coupe d'Italie face au Mantova 1911. Il entre en jeu et son équipe s'impose par deux buts à un.

### En sélection
Sélectionné avec les moins de 17 ans de 2018 à 2019, Filip Marchwiński se montre décisif en marquant des buts à plusieurs reprises lors de matchs de qualifications, notamment le 25 octobre 2018 contre la moins de 17 ans en donnant la victoire aux siens (1-2), puis trois jours plus tard lors de la large victoire face au Luxembourg (7-3) et le 20 mars 2019 face à la Russie (défaite 2-3 des Polonais).
Alors qu'il n'a que 17 ans il est sélectionné pour la première fois avec les moins de 19 ans le 6 septembre face à l'Arménie (0-2).
Le 17 novembre 2020, Filip Marchwiński fait sa première apparition avec l'équipe de Pologne espoirs, face à la Lettonie. Il est titularisé et son équipe l'emporte par trois buts à un ce jour-là. Marchwiński inscrit son premier but avec les espoirs dès sa deuxième apparition, le 26 mars 2021 contre l'Arabie Saoudite. Entré en jeu à la place de Maciej Żurawski, il participe à la large victoire de son équipe ce jour-là (7-0 score final).
Le 5 octobre 2023, Filip Marchwiński est convoqué pour la première fois avec l'équipe nationale de Pologne par le sélectionneur Michał Probierz. Il honore sa première sélection lors de ce rassemblement, le 12 octobre 2023 face aux îles Féroé. Il entre en jeu à la place de Piotr Zieliński et la Pologne s'impose par deux buts à zéro,.